# Cascade du Trou noir
Pour les articles homonymes, voir Trou noir (homonymie).
La cascade du Trou noir est une chute d'eau de l'île de La Réunion, un département d'outre-mer français dans le sud-ouest de l'océan Indien. Elle relève du territoire de la commune de Saint-Joseph, une commune de La Réunion situé dans le sud de l'île.